# 费利克斯·捷尔任斯基号
费利克斯·捷尔任斯基号是一艘瓦列里安·弗拉基米罗维奇·古比雪夫级游艇，定期巡航于伏尔加河。这艘游艇建造于捷克斯洛伐克科马尔诺，于1978年开始投入运营。它以苏联政治家费利克斯·埃德蒙多维奇·捷尔任斯基的名字命名。费利克斯·捷尔任斯基号是世界上最大的内河邮轮之一，目前由沃多霍季所有，其母港位于下诺夫哥罗德。

## 沿革
费利克斯·捷尔任斯基号于1978年下水，由捷克斯洛伐克科马尔诺的一家造船厂建造，是一个瓦列里安·弗拉基米罗维奇·古比雪夫级游艇，专门用于内河旅游。费利克斯·捷尔任斯基号配有两个餐厅、两个酒吧、一个日光浴场和一片休息区。直至2012年，由伏尔加航运公司运营。2012年，经营权转让至沃多霍季。其RRR识别码为140657，现任船长为亚历山大·帕夫。

## 图册

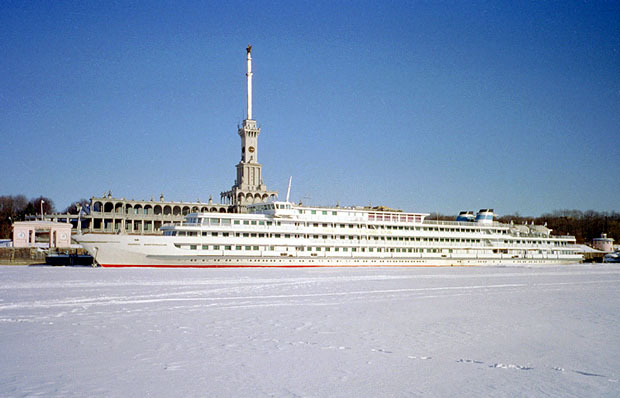
在冬季行驶的费利克斯·捷尔任斯基号（莫斯科，1999年－2000年）
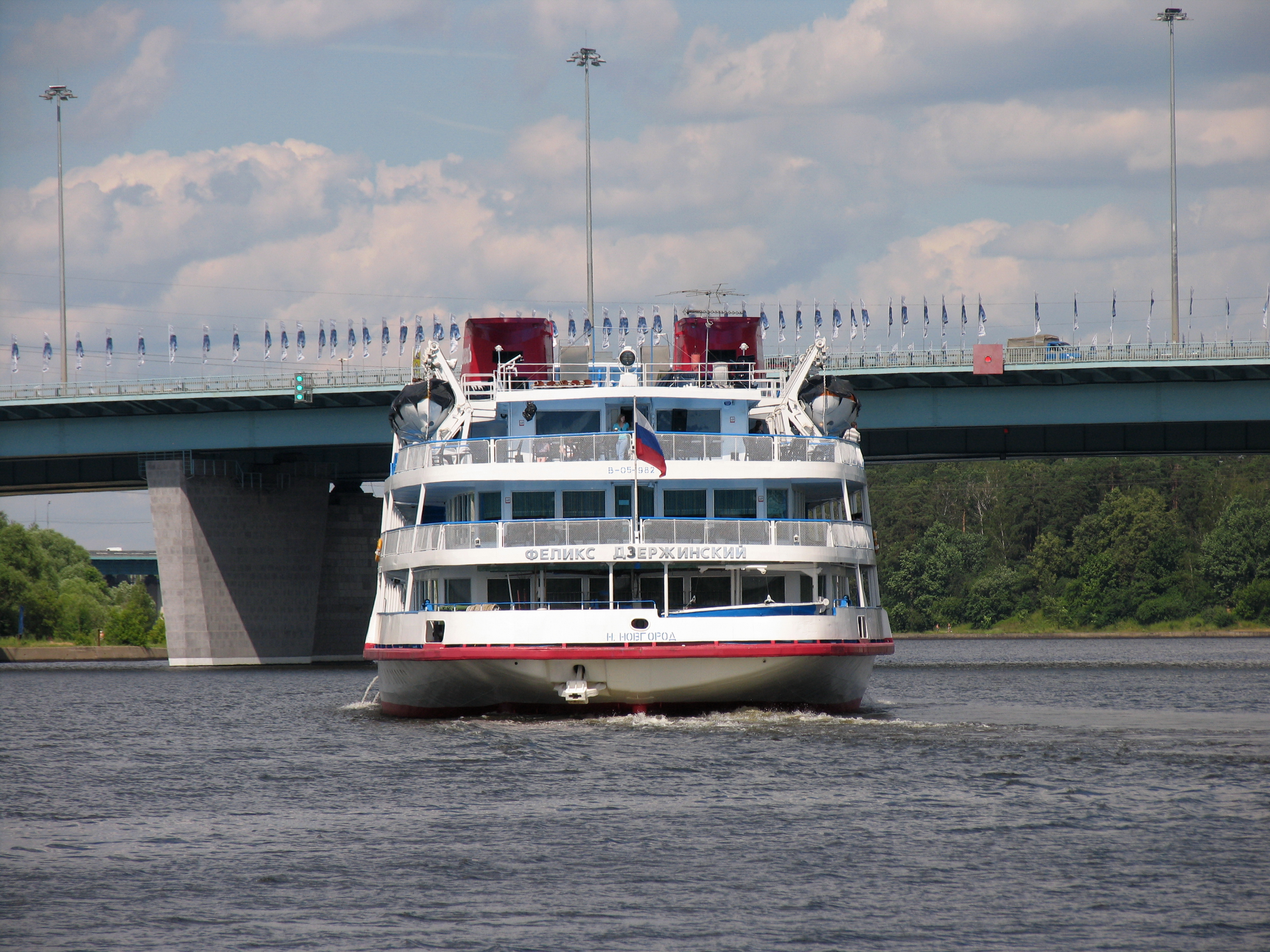
费利克斯·捷尔任斯基号的正面（2012年）